# Hofbuchdruckerei L. C. Wittich
Die Hofbuchdruckerei L. C. Wittich war ein Druck- und Verlagshaus in Darmstadt.

## Vorgeschichte
Die Firma Hofbuchdruckerei L. C. Wittich fand erst im 18. Jahrhundert Verwendung, die Geschichte des Betriebs begann aber schon 1682 oder 1684. 1682 ließ sich der aus Nürnberg stammende und in Frankfurt am Main als Geselle tätige Sebastian Griebel (1656–1701) in Darmstadt nieder. 1684 erhielt er ein Druckereiprivileg von Landgraf Ernst Ludwig von Hessen-Darmstadt. Die Druckerei von Sebastian Griebel war damals die einzige in Darmstadt. Ein großer Anteil am Geschäftsaufkommen war Geistliches, etwa der Druck von Gesangbüchern. 1699 erhielt Sebastian Griebel ein Privileg des Landgrafen, dass ihm auch offiziell das Monopol als Drucker in Darmstadt verschaffte.
Nachdem Sebastian Griebel 1701 verstorben war, heiratete seine Witwe noch im selben Jahr Gottfried Haußmann (1668–1722) aus Bautzen, der den Betrieb fortsetzte – damals ein nicht unübliches Verfahren in Handwerkerkreisen. Das Problem dabei war, dass Haußmann kein gelernter Drucker war und nicht der zuständigen Frankfurter Druckerzunft angehörte. Das Problem wurde mit einer Geldzahlung aus der Welt geschafft. Ab 1704 veröffentlichte Gottfried Haußmann die Privilegierte Wochenzeitung. 1709 erhielt die Druckerei den Titel einer Hofbuchdruckerei und 1710 das landgräfliche Monopol auf den Druck des Neuen Testaments, des Gesangbuchs, des Katechismus und anderer Werke. 1717 verkaufte Gottfried Haußmann das Geschäft für 1820 fl. an Christian Fortner (1683–1739).
Christian Fortner oder Johann Christian Forter stammte aus Sontra, war 1725 Bürgermeister von Darmstadt und verpachtete den Betrieb zunächst an seinen Schwager, Kaspar Klug (1682–1736). Nachdem sowohl Klug als auch Christian Fortner verstorben waren, führte zunächst die Witwe Christian Fortners den Betrieb fort. Schon 1737 hatte die Tochter Fortners den Frankfurter Buchdrucker Gottfried Heinrich Eylau aus Rötha geheiratet. Der gab ab 1738 die drittälteste deutsche Tageszeitung, das Darmstädter Frag- und Anzeigungs-Blättgen heraus. Das Geschäftslokal befand sich damals an der Ecke Marktgasse / Schirmgasse in Darmstadt. Gottfried Heinrich Eylau erhielt den Titel eines „Fürstlich Hessischen Hofkanzlei-Buchdruckers“. Seine Tochter war Maria Juliana Eylau (1743–1784).
Maria Juliana Eylau heiratete 1764 Johann Georg Wittich (1712–1776), Jurist, seit 1757 in landgräflich hessen-darmstädtischen Diensten und zuletzt „Fürstlicher Hofrat“. Da er keine Ausbildung als Drucker besaß, absolvierte er im Alter von mehr als 50 Jahren eine Druckerlehre (das dritte und vierte Lehrjahr wurden ihm gegen Bezahlung erlassen) und übernahm den Betrieb 1766. Im Auftrag des Literaten Johann Heinrich Merck druckte er Frühwerke von Johann Wolfgang von Goethe, darunter den Götz von Berlichingen, und 1771 die Oden und Elegien von Friedrich Gottlieb Klopstock.
Nach dem Tod von Johann Georg Wittich 1776 führte seine Witwe das Unternehmen weiter, der Betrieb gehörte nun einer Erbengemeinschaft. Den täglichen Betrieb leitete in dieser Zeit Johann Jacob Will (1733–1807). 1777 wurde das Monopol zum Druck des Neuen Testaments und des Gesangbuchs der neu gegründeten „Invaliden- und Soldaten-Waisenanstalt“ übertragen. Die Versorgungsanstalt sollte dadurch finanziert werden. Die Hofbuchdruckerei L. C. Wittich pochte aber auf das Privileg von 1710 und 1783 kam es zu einem Vergleich, der die wirtschaftlichen Interessen des Verlages wahrte.

## Geschichte
1793 trat Ludwig Karl (Carl) Wittich (1771–1839) in das Geschäft ein und zahlte die übrigen Teilhaber an der Erbengemeinschaft bis 1797 aus. Ludwig Karl Wittich hatte zuvor bei Hampe in Kassel, Breitkopf & Härtel in Leipzig und L. P. Wegener in Berlin gearbeitet. Seit seiner Übernahme des Betriebs kam die Firmenbezeichnung Hofbuchdruckerei L. C. Wittich auf.
Seine Tochter, Amalie Elisabethe Dorothea Marianne (1802–1865), heiratete den Kaufmann Georg Reinhard Ludwig Venator (1799–1862), der 1839, nach dem Tod des Schwiegervaters, die Hofbuchdruckerei L. C. Wittich (auch: Hofbuchhandlung L. C. Wittich) leitete. Georg Venator modernisierte Geschäftsführung und Drucktechnik, so dass die Hofbuchdruckerei L. C. Wittich nun auch Wertpapiere, etwa Aktien – so für die Bank für Handel und Industrie – und im Prägedruck gefertigte Werke – etwa dreidimensionale Landkarten – herstellen konnte.
Nach dem Tod des Onkels 1862 übernahmen die Enkel von Ludwig Karl Wittich, Ferdinand Wittich (1826–1912) und Rudolf Wittich (1825–1906), die Druckerei. Ferdinand Wittich war ausgebildeter Drucker mit einer Lehrzeit in Frankfurt, Braunschweig und Berlin, Rudolf Wittich war Landwirt, Kaufmann und Pächter des landwirtschaftlichen Guts Karlshof in Darmstadt. Unter ihrer Regie wechselte das Darmstädter Frag- und Anzeigungs-Blättgen seinen Titel in Darmstädter Tagblatt. Schwerpunkt der Produktion waren Kalender, Schulbücher und Werke zur hessischen Geschichte und Heimatkunde.
In der Zeit von Ferdinand und Rudolf Wittich traten weitere Familienmitglieder in den Verlag ein: 1881 Carl Wittich (1855–1919) und 1894 Rudolf Ludwig Wittich (1870–1947) sowie 1913 Rudolf Wilhelm Wittich (1889–1932). Ab 1932 war dann Rudolf Ludwig Wittich alleiniger Inhaber des Betriebs. In der Zeit der Hyperinflation 1923 druckte L. C. Wittich auch Banknoten im Auftrag der Deutschen Reichsbank, die mit dem Druck der Geldscheine nicht mehr nachkam.
1929 trat der gelernte Buchdrucker und Jurist Werner Wittich (1903–1997) in das Druck- und Verlagshaus ein und leitete es von 1935 bis 1939 alleine. Da Rudolf Ludwig Wittich einen „nicht-arischen“ Urgroßvater hatte, musste er von der Leitung der Firma zurücktreten. Außerdem wurde L. C. Wittich in einen „arischen“ Teil (Darmstädter Tageblatt und Verlag) und einen „nicht-arischen“ Teil (Druckerei) aufgespalten und ein dem NS-Regime genehmer Miteigentümer musste aufgenommen werden. Bei der 250-Jahr-Feier des Druck- und Verlagshauses 1934 war sogar der ehemalige Großherzog von Hessen, Ernst Ludwig, zu Gast und auch das 200-jährige Bestehen des Darmstädter Tagblatts wurde 1938 noch gefeiert – die Zeitung allerdings 1941 verboten. 1944 wurde das Betriebsgebäude der Druckerei bei dem Luftangriff auf Darmstadt in der Nacht vom 11. auf den 12. September 1944 zerstört.
Im Herbst 1945 war die Druckerei zwar wieder arbeitsfähig, wurde aber seitens der US-amerikanischen Militärregierung für den Druck des lizenzierten Darmstädter Echo beschlagnahmt. Als der Betrieb 1950 an die Eigentümer zurückgegeben wurde, war er heruntergewirtschaftet.

## Verbleib
Werner Wittich verkaufte das Unternehmen schließlich 1960 an F. A. Brockhaus. Zunächst betrieb Brockhaus in Darmstadt noch die Zweigniederlassung Hofbuchdruckerei L. C. Wittich, die aber 1974 aufgelöst wurde.
Teile des Familienarchivs Wittich und von Geschäftsunterlagen der Hofbuchdruckerei befinden sich im Hessischen Staatsarchiv Darmstadt.